# Agustín Rodríguez Delgado
Agustín Rodríguez Delgado (ur. 4 października 1674 r. w Oropesie; zm. 18 grudnia 1746 r. w La Placie) – hiszpański duchowny katolicki, biskup ordynariusz Panamy w latach 1725–1731, a następnie La Paz w latach 1731-1742, arcybiskup metropolia La Plata o Charcas w latach 1742-1746, arcybiskup-nominat metropolita limski oraz prymas Peru.

## Życiorys
Urodził się w 1674 roku w Oropesie w środkowej Hiszpanii. 19 grudnia 1725 roku został mianowany przez papieża Benedykta XIII biskupem panamskim. Jego konsekracja biskupia miała miejsce rok później – 8 września. Podczas rządów w tej diecezji dokonał reorganizacji seminarium duchownego, które zostało przekształcone w Kolegium św. Augustyna i św. Diego de Alcalá, do którego uczęszczała licznie miejscowa młodzież. Wśród jego wychowanków było dwóch późniejszych biskupów: Francisco Javier de Luna Victoria y Castro, biskup Panamy oraz Don Rafael Lasso de la Vega, biskup Maracaibo i Quito.

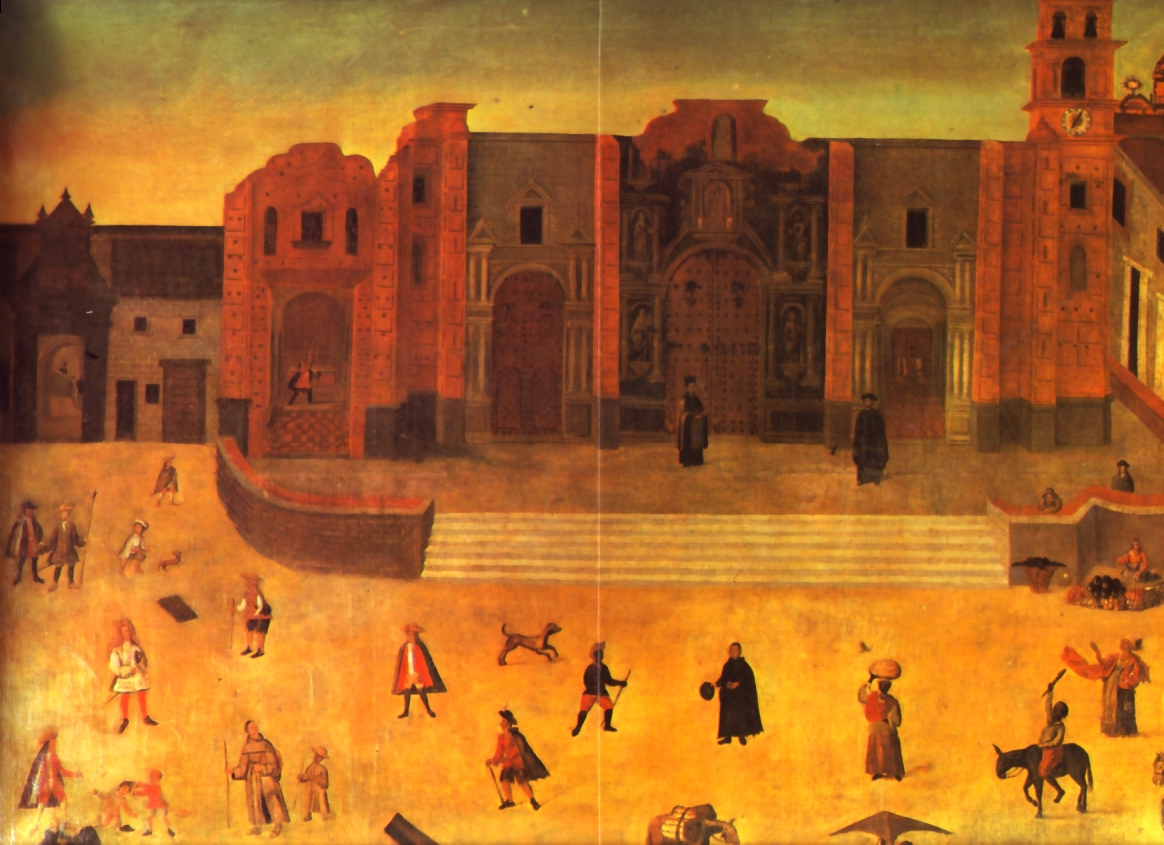
Katedra w Limie po trzęsieniu ziemi w roku 1746, miniatura anonimowego artysty z tamtej epoki

17 grudnia 1731 roku został przeniesiony na biskupstwo La Paz w prowincji Charcas (obecnie Boliwia), znajdującej się w składzie wicekrólestwa Peru. Zwołał tam trzeci synod diecezjalny, którego postanowienia zostały zredagowane w 1738 roku.
Za swoją działalność organizacyjną został awansowany 22 stycznia 1742 roku na arcybiskupa metropolitę La Platy, a cztery lata później – 14 czerwca 1746 roku nominowany na arcybiskupa metropolitę limskiego i prymasa Peru po śmierci abpa José Antonio Gutiérreza de Cevallosa, zmarłego rok wcześniej. Następnie przygotowywał się do odbycia podróży do Limy. W tym czasie miało miejsce trzęsienie ziemi, które niemal doszczętnie zniszczyło stolicę wicekrólestwa, mające miejsce 28 października tego samego roku.
Antonio Rodriguez nie objął nigdy rządów w stolicy prymasowskiej, ponieważ zmarł pod koniec 1746 roku w La Placie, w czasie przygotowania ingresu.